# تسار سامویل (استان سیلیسترا)
تسار سامویل (به بلغاری: Tsar Samuil) یک منطقهٔ مسکونی در بلغارستان است که در توتراکان، استان سیلیسترا واقع شده‌است.